# Діонісіс Саввопулос
Діоні́сіс Савво́пулос (грец. Διονύσης Σαββόπουλος, 2 грудня 1944, Салоніки) — грецький композитор, поет та співак. Представник покоління музикантів «Нової хвилі».

## Біографія
1963 року переїхав в Афіни, закинувши юридичну освіту через захоплення музикою. Тут він мав гучний успіх з перших днів як музикант і незабаром став дуже популярним, як у Греції, так і за кордоном.
Саввопулос крім того брав активну участь у громадсько-політичному житті країни. У 1967 році він ув'язнений за свої політичні переконання грецькою військовою хунтою, керованою диктатором Георгіосом Пападопулосом.
Від 1976 року співпрацював із Нікосом Ксідакісом, Манолісом Расулісом та Нікосом Папазоглу.
Більшість пісень написані ним самим, як лірика, так і музика. Впродовж усієї своєї кар'єри співав грецький рок, лаїку та рембетику.
Діонісіс Саввопулос одружений з Аспасією Арапіду, має двох синів — Корніліоса та Романоса.

## Дискографія
Студійні альбоми
- 1966 Φορτηγό
- 1969 Το περιβόλι του τρελού
- 1970 Μπάλλος
- 1970 Βρόμικο ψωμί
- 1975 Δέκα χρόνια κομμάτια
- 1976 Happy day
- 1977 Αχαρνείς, Ο Αριστοφάνης που γύρισε από τα θυμαράκια
- 1979 Η Ρεζέρβα
- 1983 Τραπεζάκια έξω
- 1989 Το κούρεμα
- 1994 Μη πετάξεις τίποτα
- 1996 Παράρτημα 'Α
- 1997 Το ξενοδοχείο
- 1999 Ο χρονοποιός
- 2008Ο Σαμάνος

Альбоми наживо
- 1983 Είκοσι χρόνια δρόμος: ζωντανές ηχογραφήσεις
- 1988 Ο κύριος Σαββόπουλος ευχαριστεί τον κύριο Χατζιδάκι και θα' ρθει όπωσδηποτε
- 1990 Αναδρομή 63-89
- 2001 Σαββόραμα
- 2007 Ο πυρήνας